# Meta Platforms
Meta Platforms, Inc., eller blot Meta, er en amerikansk multinational softwarevirksomhed, der indtil oktober 2021 havde navnet Facebook, Inc.. Selskabet er moderselskab for Facebook, Instagram, WhatsApp, Messenger og driver en række tjenester som Mapillary, Reality Labs, Workplace og Meta Portal.
Meta Platforms er noteret på NASDAQ (NASDAQ: META

).
Meta var tidligere et af verdens mest værdifulde selskaber, men var i 2022 ikke blandt de 20 mest værdifulde amerikanske selskaber. Meta anses som et af de fem store amerikanske IT-selskaber sammen med Alphabet, Amazon, Apple og Microsoft. Selskabet var i 2022 det dårligst indtjenene af de fem.
Metas produkter omfatter Facebook, Messenger, Facebook Watch og Meta Portal m.fl. I 2021 opnåede Meta 97,5% af sin omsætning gennem salg af reklame og markedsføringstjenester.

## Historie
Facebook Inc. blev oprettet i februar 2004 af Mark Zuckerberg, der studerede på Harvard, med støtte fra blandt andre Andrew McCollum og Eduardo Saverin.
Facebook Inc. blev børsnoteret den 12. maj 2012 og er siden da handlet på NASDAQ.

## Metas datacentre i Danmark
Meta Platforms Inc. har mange datacentre i verden, heriblandt ved Odense hvor dets elforbrug bliver til 165 MWh varme årligt, som gratis sendes til byens fjernvarme.